# ESports StarCraft Brood War Hall of Fame

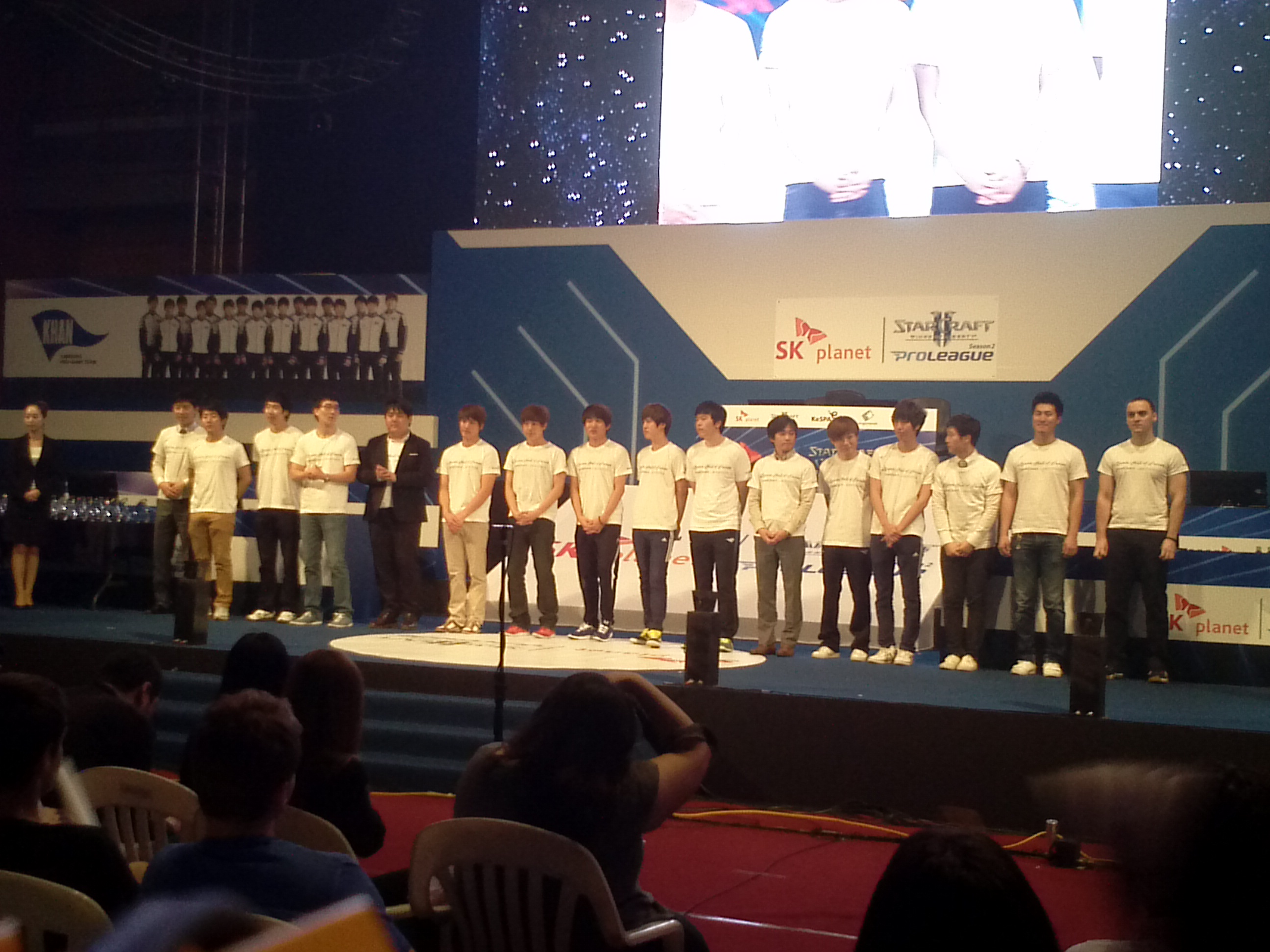
Jugadores del eSports StarCraft Brood War Hall of Fame.

Los eSports StarCraft Brood War Hall of Fame (en hangul, e스포츠 스타크래프트 브루드 워 명예의 전당) o simplemente Salón de la Fama de los eSports es una listado de los 20 jugadores más célebres de Brood War establecido en agosto de 2012 por la KeSPA. Estos fueron honrados por sus logros tanto en ligas individuales como por equipos, en el transcurso de los torneos competitivos de Brood War en Corea del Sur.

## Antecedentes y proceso de selección
Con la finalización de las competencias profesionales de Brood War, se estableció la iniciativa del Salón de la Fama para conmemorar el período de Brood War.
Los jugadores debían ser elegibles para el Salón de la Fama sólo si se ubicaron en segundo o mejor lugar en cualquiera de los torneos más importantes desde 1999 o si lograron permanecer entre los 10 mejores del ranking Proleague durante 3 años.
Cincuenta y un candidatos serían seleccionados en total. Comenzaría una ronda de votación por los fanáticos, que influiría en qué jugadores llegarían a la lista final del Salón de la Fama. La tercera y última ronda de selección la realizaron los medios y los comentaristas, que tomaron en cuenta los jugadores que recibieron al menos un índice de aprobación del 60% en las encuestas públicas.
La lista final de 22 jugadores que fueron incluidos en el Salón de la Fama se anunció el 14 de septiembre de 2012. La fecha de la ceremonia de iniciación se fijó para el 22 de septiembre, la fecha de la Gran Final de la Temporada 2 de la Proleague 2011-2012.
Guillaume Patri, "Kingdom" y "GARIMTO" no obtuvieron más del 60% de los votos en la segunda ronda de evaluación, pero fueron incluidos en el Salón de la Fama por su contribución al desarrollo de la StarCraft League y la promoción de los deportes electrónicos en la reunión final del comité de jueces.

## Miembros

### Protoss
|                          | ID       | Nombre romanizado | Nombre          |
| ------------------------ | -------- | ----------------- | --------------- |
| Bandera de Corea del Sur | Reach    | Park Jung Suk     | 박정석          |
| Bandera de Canadá        | Grrrr... |                   | Guillaume Patry |
| Bandera de Corea del Sur | GARIMTO  | Kim Dong Soo      | 김동수          |
| Bandera de Corea del Sur | Nal_rA   | Kang Min          | 강민            |
| Bandera de Corea del Sur | Kingdom  | Park Yong Wook    | 박용욱          |
| Bandera de Corea del Sur | Anytime  | Oh Yeong Jong     | 오영종          |
| Bandera de Corea del Sur | Stork    | Song Byung Goo    | 송병구          |
| Bandera de Corea del Sur | Bisu     | Kim Taek-Yong     | 김택용          |
| Bandera de Corea del Sur | JangBi   | Heo Yeong Moo     | 허영무          |

### Terran
|                          | ID       | Nombre romanizado | Nombre |
| ------------------------ | -------- | ----------------- | ------ |
| Bandera de Corea del Sur | BoxeR    | Lim Yo-hwan       | 임요환 |
| Bandera de Corea del Sur | NaDa     | Lee Yoon Yeol     | 이윤열 |
| Bandera de Corea del Sur | iloveoov | Choi Yun Sung     | 최연성 |
| Bandera de Corea del Sur | XellOs   | Seo Ji Hoon       | 서지훈 |
| Bandera de Corea del Sur | Flash    | Lee Young Ho      | 이영호 |
| Bandera de Corea del Sur | Fantasy  | Jung Myung Hoon   | 정명훈 |

### Zerg
|                          | ID      | Nombre romanizado | Nombre |
| ------------------------ | ------- | ----------------- | ------ |
| Bandera de Corea del Sur | YellOw  | Hong Jin Ho       | 홍진호 |
| Bandera de Corea del Sur | ChoJJa  | Jo Yong Ho        | 조용호 |
| Bandera de Corea del Sur | July    | Park Sung Joon    | 박성준 |
| Bandera de Corea del Sur | GoRush  | Park Tae Min      | 박태민 |
| Bandera de Corea del Sur | Jaedong | Lee Jae Dong      | 이제동 |

## Candidatos

### Ambos
| ID            | Nombre          |
| ------------- | --------------- |
| H.O.T-Forever | Kang Doh Gyung  |
| Calm          | Kim Yoon Hwan   |
| EffOrt        | Kim Jung Woo    |
| July          | Park Sung Joon  |
| Silver        | Shim So Myung   |
| ChoJJa        | Jo Yong Ho      |
| YellOw        | Hong Jin-Ho     |
| Jaedong       | Lee Jae Dong    |
| Nal_rA        | Kang Min        |
| Kal           | Kim Ky Hyun     |
| Bisu          | Kim Taek Yong   |
| Reach         | Park Jung Suk   |
| Stork         | Song Byung Goo  |
| Anytime       | Oh Yeong Jong   |
| Goodfriend    | Lee Byung Min   |
| Flash         | Lee Young Ho    |
| NaDa          | Lee Yoon Yeol   |
| Fantasy       | Jung Myung Hoon |

### Ligas individuales
| ID       | Nombre          |
| -------- | --------------- |
| TheBOy   | Kook Ki Bong    |
| ZerO     | Kim Myung Woon  |
| GGPlay   | Kim Joon Yung   |
| GoRush   | Park Tae Min    |
| SKELTON  | Bong Joon Goo   |
| Hydra    | Shin Dong Won   |
| JinNam   | Jang Jin Nam    |
| great    | Cha Myung Hwan  |
| Freemura | Choi Jin Woo    |
| Kwanro   | Han Sang Bong   |
| JangBi   | Heo Yeong Moo   |
| Grrrr... | Guillaume Patry |
| GARIMTO  | King Dong Soo   |
| BeSt     | Dog Jae Wook    |
| Kingdom  | Park Yong Wook  |
| Zeus     | Jun Tae Gyu     |
| Movie    | Jin Young Hwa   |
| fOrGG    | Park Ji Soo     |
| Mind     | Park Sung Gyoon |
| Sync     | Byun Gil Sup    |
| Iris     | Byun Hyung Tae  |
| XellOs   | Seo Ji Hoon     |
| BoxeR    | Lim Yo Hwan     |
| iloveoov | Choi Yun Sung   |
| Casy     | Han Dong Wook   |

### Proleague
| ID       | Nombre         |
| -------- | -------------- |
| sigamari | Lee Chang Hoon |
| Side     | Ju Jin Chul    |
| Siva     | Ahn Seok Yeol  |
| TheWinD  | Park Sang Ik   |
| free     | Yoon Yong Tae  |
| Sea      | Yum Bo Sung    |
| Midas    | Jun Sang Wook  |
| Leta     | Shin Sang Moon |